# Neotropiella
Genre
Neotropiella est un genre de collemboles de la famille des Neanuridae.

## Liste des espèces
Selon Checklist of the Collembola of the World (version du 31 octobre 2019) :
- Neotropiella arleii Najt, Thibaud & Weiner, 1990
- Neotropiella barbataei Queiroz, da Silveira & de Mendonça, 2013
- Neotropiella carlii (Denis, 1924)
- Neotropiella denisii (Arlé, 1939)
- Neotropiella digitomucronatai Massoud & Thibaud, 1982
- Neotropiella durantii Díaz & Najt, 1995
- Neotropiella gordaei Díaz & Najt, 1995
- Neotropiella insularis Queiroz, da Silveira & de Mendonça, 2013
- Neotropiella macunaimae Queiroz, da Silveira & de Mendonça, 2013
- Neotropiella meridionalisi (Arlé, 1939)
- Neotropiella minimai Thibaud & Oliveira, 2010
- Neotropiella mirabilisi (Handschin, 1929)
- Neotropiella murphyii Massoud, 1965
- Neotropiella pedisensillai Najt, Thibaud & Weiner, 1990
- Neotropiella plurichaetosai Thibaud & Oliveira, 2010
- Neotropiella quinqueoculatai (Denis, 1931)
- Neotropiella silvestrii (Denis, 1929)
- Neotropiella vanderdriftii Massoud, 1963

## Publication originale
- Handschin, 1942 : Materialien zur Revision der Collembolen. Die Gattung Ceratrimeria C.B. sensu Womersley. Verhandlungen der Naturforschenden Gesellschaft in Basel, vol. 53, p. 265-284.